# Naoki Maeda (futbolista nacido en 1994)
Naoki Maeda (前田 直輝 Maeda Naoki?, Urawa (actualmente Saitama), Saitama, 17 de noviembre de 1994) es un futbolista japonés que juega como mediocampista en el Sanfrecce Hiroshima de la J1 League.

## Clubes
| Club                      | País         | Año       |
| ------------------------- | ------------ | --------- |
| Tokyo Verdy               | Japón        | 2012-2015 |
| Matsumoto Yamaga (cesión) | Japón        | 2015      |
| J.League Sub-22 (cesión)  | Japón        | 2015      |
| Yokohama F. Marinos       | Japón        | 2016-2017 |
| Matsumoto Yamaga          | Japón        | 2018      |
| Nagoya Grampus            | Japón        | 2018-2023 |
| F. C. Utrecht (cesión)    | Países Bajos | 2022-2023 |
| Urawa Red Diamonds        | Japón        | 2024-2025 |
| Sanfrecce Hiroshima       | Japón        | 2025-     |

## Palmarés

### Títulos nacionales
| Título         | Club           | País  | Año  |
| -------------- | -------------- | ----- | ---- |
| Copa J. League | Nagoya Grampus | Japón | 2021 |